# Friedland (Mecklembourg)
Pour les articles homonymes, voir Friedland.
Friedland est une ville historique en Allemagne, située dans le Land de Mecklembourg-Poméranie-Occidentale et l'arrondissement du Plateau des lacs mecklembourgeois. C'est le chef-lieu du Amt (unité administrative) de Frieland.

## Géographie
La ville est située dans l'extrême est du région de Mecklembourg, proche de la frontière avec la Poméranie antérieure. Friedland se trouve au bord de la rivière Datze, à mi-chemin entre Neubrandenbourg au sud et Anklam au nord.

## Histoire

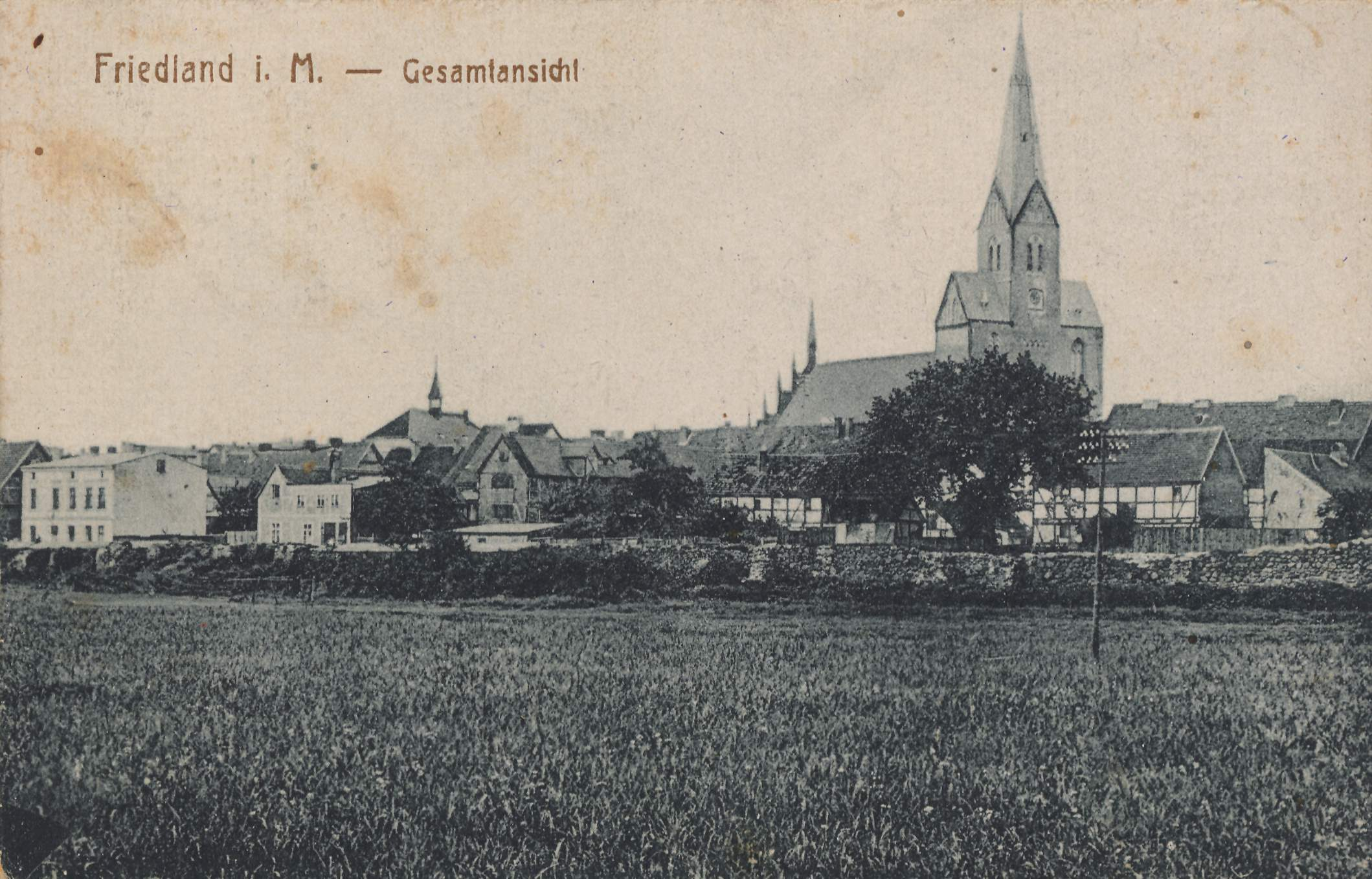
Vue sur Friedland, vers 1919.

Durant la colonisation germanique, un établissement des marchands autour de l'église Saint-Nicolas est née au XIIe siècle ; elle faisait partie de la seigneurie de Stargard qui en 1236 passa aux margraves Jean Ier et Othon III de Brandebourg (reflétés sur le blason de la commune). En 1244, les margraves ont créé la ville de Vredeland constituant un rempart contre le duché de Poméranie au nord-est. Les fortifications conservées avec les portes gothiques d'Anklam et de Neubrandenbourg sont encore aujourd'hui les témoins de l'origine médiévale de la cité.
En 1304, la seigneurie de Stargard, y compris Friedland, a été acquise par les ducs de Mecklembourg. À partir de 1701, la ville faisait partie du duché de Mecklembourg-Strelitz. La région déchirée par la guerre de Sept Ans est restée l'une des moins développées du Saint-Empire. Pendant la guerre de la Quatrième Coalition et la campagne de Prusse, en 1806, les forces armées du maréchal Joachim Murat défilent à travers les rues de Friedland. De grandes zones de la vieille ville ont été détruites pendant 
l'avancée de l'Armée rouge à la fin de la Seconde Guerre mondiale. 

## Jumelages
Friedland fait partie d'un réseau de huit communes du même nom allemand, avec :
- Friedland (Brandebourg) (Allemagne)
- Friedland (Basse-Saxe) (Allemagne)
- Frýdlant (Tchéquie)
- Frýdlant nad Ostravicí (Tchéquie)
- Korfantów (Pologne)
- Mieroszów (Pologne)
- Pravdinsk (Russie)

## Personnalités liées à la commune
- Fritz Reuter (1810-1874), poète et écrivain, rejoint l'école à Friedland ;
- Emilie Mayer (1812-1883), compositrice née à Friedland ;
- Wilhelm Sauer (1831-1916), facteur d'orgue, passe sa jeunesse à Friedland.